# Paratheresina papuana
Paratheresina papuana là một loài bọ cánh cứng trong họ Cerambycidae.